# SAW*-algebra
SAW*-algebra – C*-algebra A o tej własności, że dla każdej pary elementów dodatnich x i y z A spełniających warunek x·y = 0, istnieje taki element samosprzężony e, że x·e = 0 oraz (1 - e)·y = 0.

## Przykłady
- Każda AW*-algebra (w szczególności, każda algebra von Neumanna) jest SAW*-algebrą.
- Przemienna C*-algebra jest SAW*-algebrą wtedy i tylko wtedy, gdy jest postaci C0(K) dla pewnej przestrzeni lokalnie zwartej K o tej własności, że domknięcia rozłącznych zbiorów σ-zwartych są rozłączne i zwarte.[2]
- Jeżeli A jest przemienną SAW*-algebrą oraz n jest liczbą naturalną, to C*-algebra Mn macierzy n × n o współczynnikach z A jest również SAW*-algebrą.